# ノース・ウェスタン鉄道 (イギリス領インド帝国)

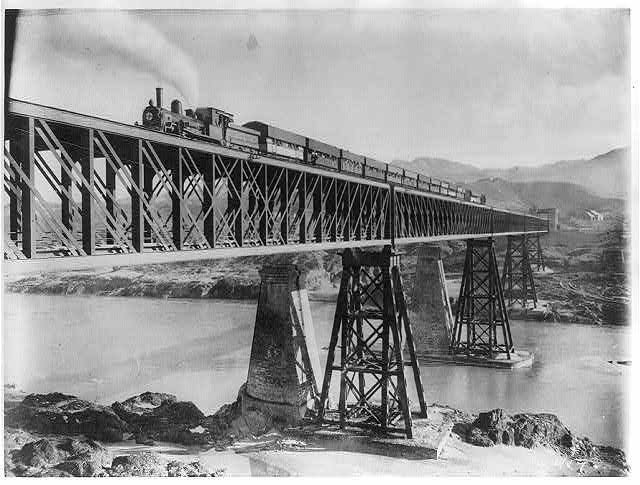
アトックのインダス川に架かる、要塞化されたノース・ウェスタン鉄道の鉄橋（1895年）

ノース・ウェスタン鉄道（ノースウェスタンてつどう、英: North Western Railway (NWR)）は、かつてイギリス統治下のインドにあった鉄道事業者である。
この鉄道は、Scinde鉄道 (Scinde Railway)、パンジャーブ鉄道 (Punjab Railway)、デリー鉄道 (Delhi Railway)、パンジャーブ・ノーザン州立鉄道 (Punjab Northern State Railway)、インダス・フロティラ社 (Indus Flotilla Company)、インダス・バレー州立鉄道 (Indus Valley State Railway)、シンド-サーガル鉄道 (Sind-Sagar Railway) の東区間、シンド-Pishin鉄道 (Sind-Pishin Railway) の南区間、およびKandhar州立鉄道 (Kandhar State Railway) を合併した「ノース・ウェスタン州立鉄道 (North Western State Railway)」という名の下、1886年1月に設立された。
この鉄道は後に、「ノース・ウェスタン鉄道 (NWR)」へと改称した。
分離独立時の1947年に、ノース・ウェスタン鉄道の路線の大部分である延長8,122キロメートル（5,048マイル）が、パキスタンへと移管された。
この鉄道は、1961年2月には「パキスタン・ウェスタン鉄道 (Pakistan Western Railway)」、1974年5月には「パキスタン鉄道 (Pakistan Railways)」へと改称した。
残った延長3,133キロメートル（1,947マイル）は、インドの管理下へと移管されている。